# Constant Lambrecht
Constant Lambrecht (Roeselare, 24 oktober 1915 - Roeselare, 19 juni 1993) was een Belgisch kunstschilder.

## Levensloop
Hij studeerde tot 1939 aan de Academie van Roeselare en aan de Academie "La Grande Chaumière" in Parijs van 1946 tot en met 1948.  Hij debuteerde in het kielzog van het expressionisme maar evolueerde naar de abstracte kunst. Parijs met de toen toonaangevende kunstenaars Picasso, Braque, Poliakoff, Destaël en Bazaine, oefende een stimulerende invloed uit op zijn visie. Lambrecht kwam uit bij een lyrische abstractie met figuratieve elementen.
In 1950 en 1953 nam hij deel aan de wedstrijden van de "Jeune Peinture Belge" en kreeg telkens een eervolle vermelding van de jury.
Er was werk van hem in de collectie van de legendarische verzamelaar van Belgische kunst Gustave Van Geluwe. Constant  was in 1948 een van de laatsten die James Ensor bij hem thuis bezocht.
Lambrecht woonde in de Oude Zilverbergstraat 84 in Rumbeke. Hij was gehuwd met Rachel Hoedt. Zijn neef Arthur Lambrecht was zijn artistieke compaan, maar overleed al in 1963. Constant Lambrecht kreeg in 2005 een straatnaam in Rumbeke, de Constant Lambrechtstraat.

## Tentoonstellingen
- 1949, Brussel, Paleis voor Schone Kunsten
- 1957, Brussel, Paleis voor Schone Kunsten
- 1972, Brugge, Kunstgalerij van het Boudewijnpark
- 1987, Antwerpen, Campo & Campo
- 1990, Antwerpen,Galerie Francis Van Hoof
- 1995, Oostende, PMMK (retrospectieve)
- 2000, Roeselare, C.C. De Spil (hommagetentoonstelling)
- 2006, Brussel, Group 2 Gallery

## Musea
- Brussel, Verz. Vlaamse Gemeenschap